# Diritti LGBT in Sudan del Sud
Le persone LGBT nel Sudan del Sud sono perseguitate legalmente nel paese e l'omosessualità maschile comporta una pena fino a dieci anni di reclusione.

## Leggi
Il Sudan del Sud faceva parte in precedenza del Sudan ed era soggetto alla sua interpretazione della legge della Sharia, secondo la quale l'omosessualità era illegale e punita con pene che andavano dalle flagellazione alla pena di morte. Nel 2008 il governo autonomo del Sud Sudan ha adottato un proprio codice penale, che proibisce "rapporti carnali contro l'ordine della natura" e prescrive una pena detentiva fino a dieci anni.

## Unioni omosessuali
Ad oggi il matrimonio tra persone dello stesso sesso è incostituzionale né esistono altre forme di tutela, all'interno del Paese, per le coppie omosessuali.

## Atteggiamenti sociali
La relazione sui diritti umani del Dipartimento di Stato degli Stati Uniti del 2011 ha rilevato una "diffusa" discriminazione sociale contro gay e lesbiche e ha dichiarato che non esistevano organizzazioni LGBT note..

## Tabella riassuntiva
| Attività e relazioni sessuali legali                         | (fino a 10 anni di carcere) |
| Parità dell'età di consenso                                  | No                          |
| Leggi anti-discriminazione sul lavoro                        | No                          |
| Leggi anti-discriminazione nella fornitura di beni e servizi | No                          |
| Leggi anti-discriminazione in tutti gli altri settori        | No                          |
| Matrimonio egualitario                                       | (incostituzionale dal 2011) |
| Unione civile                                                | No                          |
| Adozione                                                     | No                          |
| Autorizzazione a prestare servizio nelle forze armate        | No                          |
| Diritto di cambiare legalmente sesso                         | No                          |
| Accesso alla fecondazione in vitro per le coppie lesbiche    | No                          |
| Surrogazione di maternità                                    | No                          |
| Permessa la donazione di sangue per le persone omosessuali   | No                          |